# Paris-Épernay
Paris-Épernay est une course cycliste française, disputée tout au long du XXe siècle entre la Capitale et la ville d'Épernay située dans le département de la Marne.
Les podiums complets suivants à partir de 1970 sont donnés par le Vélo Club de Paris, organisateur de cette Classique depuis cette même année, renommé le Paris Cycliste Olympique vers 1990.

## Palmarès
| Année | Vainqueur                     | Deuxième                      | Troisième                     |
| ----- | ----------------------------- | ----------------------------- | ----------------------------- |
| 1907  | Valoton                       | Poileau                       | Marcault                      |
| 1911  | Maurice Léturgie              |                               |                               |
| 1927  | Joseph Mauclair               |                               |                               |
| 1928  | Charles Fleury                |                               |                               |
| 1929  | Pierre Hirschinger            | Roland Guitton                | Louis Thiétard                |
| 1935  | Émile Masson                  | René-Paul Corallini           | Jean-Marie Lemoing            |
| 1937  | Galliano Pividori et Muller   |                               |                               |
| 1939  | Albert Lamory                 | Brousse                       | Ceschi                        |
| 1946  | Roger Creton                  |                               |                               |
| 1970  | Bernard Janson                | Jean-Michel Mocard            | Alain Meslet                  |
| 1971  | Bernard Delchambre            | Jean-Pierre Loth              | Ladislas Zakreta              |
| 1972  | Régis Ovion                   | Claude Aigueparses            | Jean-Pierre Guitard           |
| 1973  | Patrick Béon                  | Alain Meslet                  | Christian Poissenot           |
| 1974  | Christian Seznec              | Jean Chassang                 | Gérard Colinelli              |
| 1975  | Jean-Raymond Toso             | Gérard Le Dain                | Jean-Pierre Thiérard          |
| 1976  | Alain Patritti                | Jacques Desportes             | Jean-Raymond Toso             |
| 1977  | Serge Beucherie               | Guy Bricnet                   | Robert Cabot                  |
| 1978  | Philippe Miotti               | Jacques Desportes             | Patrice Collinet              |
| 1979  | Philippe Senez                | André Fossé                   | Jacques Desportes             |
| 1980  | Francis Castaing              | Philippe Badouard             | Fabien De Vooght              |
| 1981  | Étienne Néant                 | Philippe Saudé                | Gérard Aviègne                |
| 1982  | Vincent Barteau               | Guy Bricnet                   | Bernard Syoessel              |
| 1983  | Bernard Pineau                | Pascal Dubois                 | Régis Simon                   |
| 1984  | Thierry Marie                 | Jean-François Bernard         | François Lemarchand           |
| 1985  | André Fossé                   | Philippe Chaumontet           | Serge Degnatti                |
| 1986  | Christian Thary               | Jean-Paul Garde               | Tadeusz Krawczyk              |
| 1987  | Thierry Barrault              | Patrick Ferrand               | Jean-Marie Corteggiani        |
| 1988  | Laurent Bezault               | Thierry Richard               | Jean-Paul Garde               |
| 1989  | Jean-Louis Harel              | Gilles Hoffmann               | Frédéric Moncassin            |
| 1990  | Christophe Faudot             | Jean-Louis Harel              | Olivier Ackermann             |
| 1991  | Hervé Garel                   | Stéphane Heulot               | Conor Henry (en)              |
| 1992  | Emmanuel Magnien              | Oleg Kozlitine                | Carlo Ménéghetti              |
| 1993  | Pascal Galtier                | Ludovic Auger                 | Joona Laukka                  |
| 1994  | David Delrieu                 | Sylvain Lebret                | Miika Hietanen                |
| 1995  | Walter Bénéteau               | Christophe Agnolutto          | Jean-Claude Thilloy           |
| 1996  | Jérôme Delbove                | José Sanchez                  | Didier Jannel                 |
| 1997  | Stéphane Boury                | Franck Morelle                | Grzegorz Gwiazdowski          |
| 1998  | Janek Tombak                  | Stéphane Rifflet              | Thierry Loder                 |
| 1999  | Épreuve annulée               | Épreuve annulée               | Épreuve annulée               |
| 2000  | Course annulée définitivement | Course annulée définitivement | Course annulée définitivement |